# 23
Вижте пояснителната страница за други значения на 23.
23 (XXIII) е обикновена година, започваща в петък по юлианския календар.

## Събития

### В Римската империя
- Десета година от принципата на Тиберий Юлий Цезар Август (14 – 37 г.).
- Консули на Римската империя са Гай Азиний Полион и Гай Антисций Вет.
- Суфектконсул става Гай Стертиний Максим.
- Император Тиберий обмисля, но изоставя идеята да обиколи провинциите.[1]
- Синът и наследник на Тиберий, Друз умира неочаквано.

### В Африка
- Юба II е наследен от сина си Птолемей като цар на Мавретания.

## Родени
- Плиний Стари, древноримски учен († 79 г.)

## Починали
- 14 септември – Юлий Цезар Друз, римски военачалник и консул (роден 13 г. пр.н.е.)
- 6 октомври – Уан Ман, китайски император (роден 45 г. пр.н.е.)
- Юба II, цар на Мавретания (роден 52 г. пр.н.е.)
- Луцилий Лонг, римски политик